# Dichotomius fonsecae
Dichotomius fonsecae là một loài bọ cánh cứng trong họ Bọ hung (Scarabaeidae).